# Parque nacional El Palmar

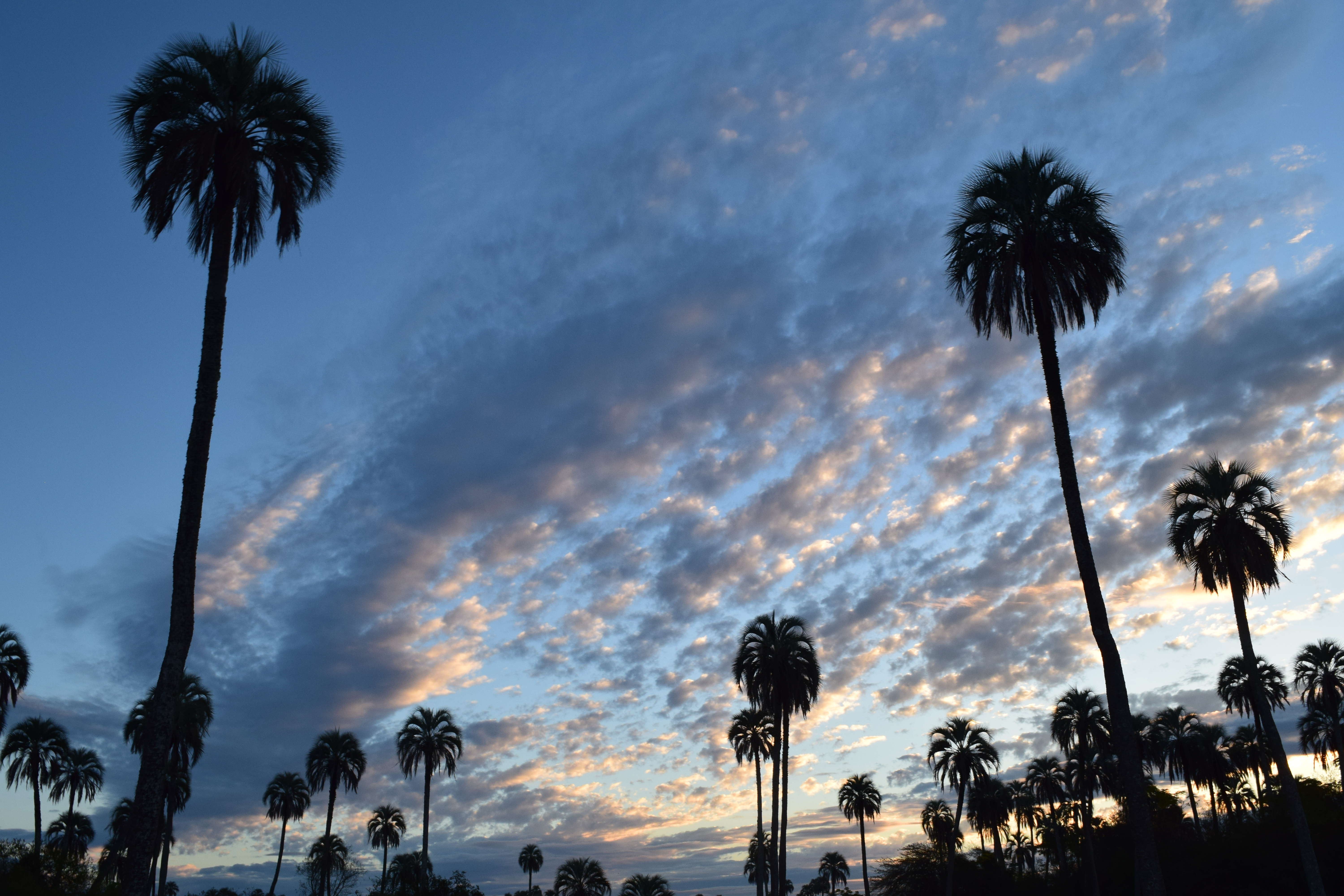
El parque nacional El Palmar en Entre Ríos.

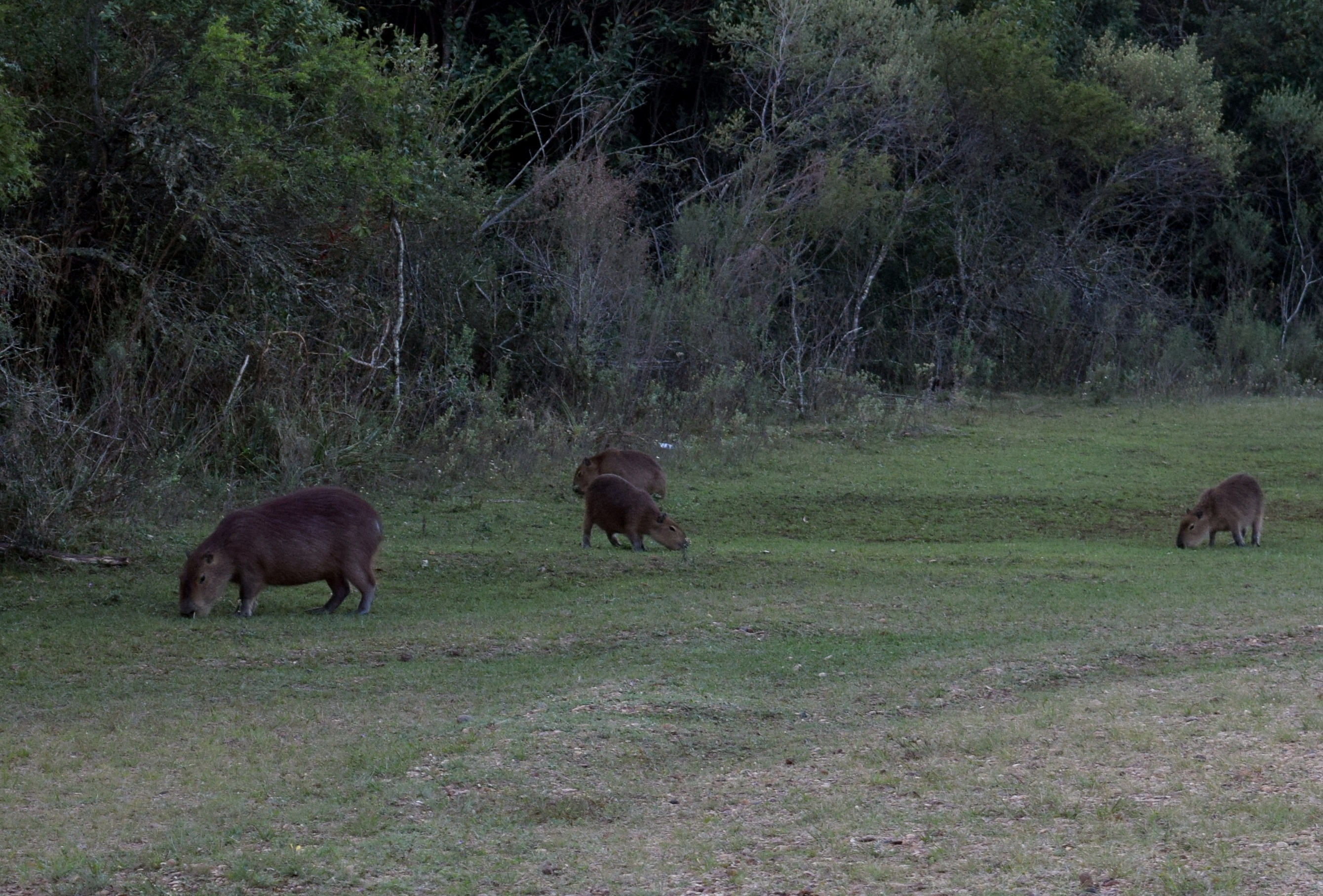
Carpinchos, una de las especies protegidas por el parque nacional.

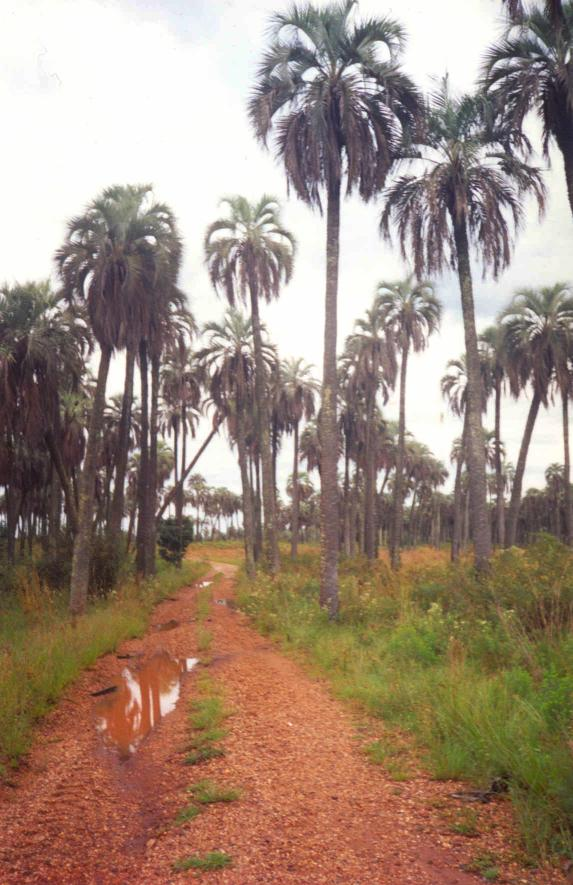
Parque nacional El Palmar.

El parque nacional El Palmar (legalmente parque y reserva nacional El Palmar) está localizado en el centro-este de la provincia de Entre Ríos en Argentina, sobre la orilla derecha del río Uruguay. Tiene una extensión total de 8213 hectáreas y se halla en el departamento Colón, por lo que es conocido también como Palmar Grande de Colón o Palmar de Colón. Se trata de uno de los palmares naturales más australes del planeta. Dentro del parque se hallan las ruinas de la Calera de Barquín. Desde el 5 de junio de 2011 forma parte del sitio Ramsar Palmar Yatay.
El parque nacional tiene un Plan de Gestión aprobado en 2015.

## Características generales

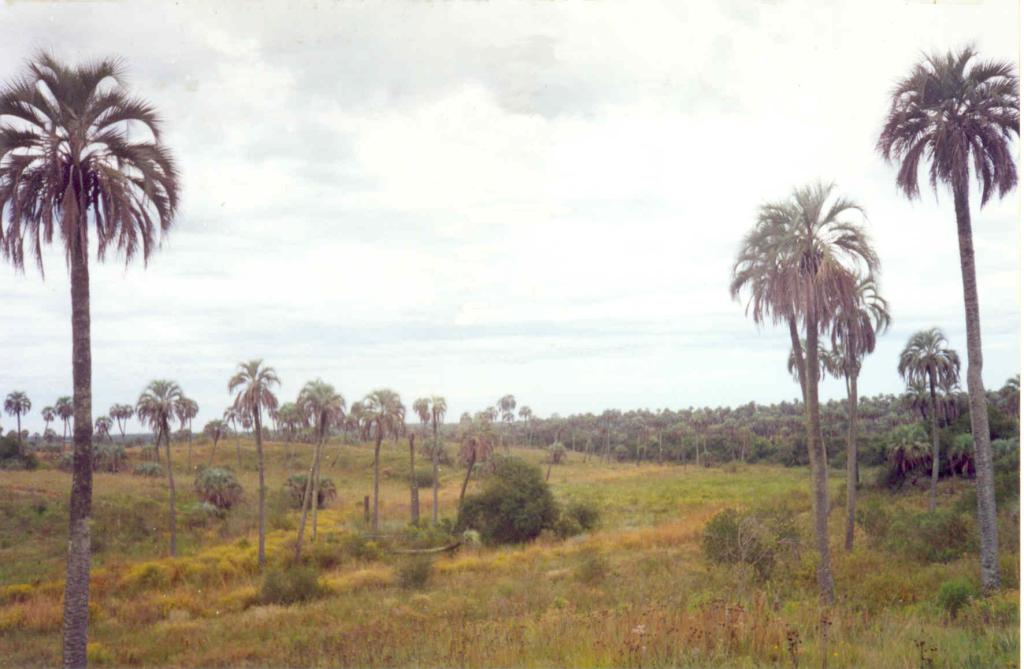
Parque nacional El Palmar

El área protegida fue creada con el objetivo de preservar un sector representativo de palmares de la variedad yatay (Butia yatay), una especie autóctona que llega a vivir entre 200 y 400 años. Las palmeras yatay se distribuían originalmente no sólo en esta región, sino también en sectores de las provincias de Santa Fe, Corrientes y Chaco. Su población se vio disminuida notablemente debido a la instalación de cultivos y al pastoreo excesivo. Por su cercanía con los principales centros urbanos del país, este parque es uno de los más visitados y conocidos de la República Argentina. Lo llamativo de su paisaje poblado de palmeras, los bosques en galería que pueblan las márgenes de los ríos, el río Uruguay y la abundancia de su fauna silvestre constituyen los principales atractivos. Está surcado por los arroyos Ubajay, Los Loros, Palmar y Espino.
El Parque Nacional El Palmar fue reconocido como sitio Ramsar y Área de Importancia para la Conservación de las Aves (AICA), lo que resalta su valor ecológico en la protección de humedales de relevancia internacional.

## Historia previa
En el área fueron hallados asentamientos de 1000 años de antigüedad, que se corresponden con la cultura que dio origen a los grupos de cazadores denominados yaros. Posteriormente se fusionaron con grupos charrúas. Hacia 1750 las expediciones militares españolas desarticularon a los grupos indígenas.
Desde 1650 los indígenas de las misiones de la Compañía de Jesús en la Reducción de Yapeyú explotaron yacimientos de calizas organógenas (cal) en el lugar denominado Vuelta de San José. En 1768 los jesuitas fueron expulsados y la calera dejó de ser explotada. La propiedad de los campos de la calera fue vendida a Manuel Antonio Barquín, quien volvió a ponerla en funcionamiento, pasando a ser conocida como Calera de Barquín. La cal extraída era enviada vía fluvial a Buenos Aires y a Montevideo, estableciéndose en el lugar empleados y esclavos que trabajaban en la calera, edificándose algunos edificios.
Para 1825 la calera estaba abandonada a causa de las guerras y en noviembre de ese año fue recuperada por la hija de Barquín, Bárbara, y se estableció allí la empresa británica River Plate Agricultural Association que al frente de John Thomas Barber Beaumont radicó 50 colonos británicos dedicados al cultivo de trigo, que poco después debieron abandonar el lugar. En 1857 la empresa Sociedad Arcos, Bilbao y Bragge se hizo cargo del lugar para explotar el fruto de la palmera yatay, pero poco después el área fue adquirida por Justo José de Urquiza a los sucesores de Barquín. 
Durante la rebelión jordanista el 11 de octubre de 1873 se produjo el combate de Calera de Barquín, cuando el vapor Coronel Espora al mando del capitán Enrique Guillermo Howard destruyó una batería costera de dos piezas ligeras que el marino Juan Cabassa comandaba al frente de 200 fusileros.
Hacia 1950 la empresa Salvia Hnos. comenzó allí la extracción de ripio, quedando algunas ruinas de sus actividades, entre ellas la playa de arena que se formó por el lavado del material extraído. Esta empresa ocupó parte de las ruinas y funcionó hasta la expropiación de los terrenos.
En 1827 el naturalista francés Alcide d'Orbigny visitó las provincias de Entre Ríos y Corrientes y expresó preocupación porque el avance de las explotaciones agropecuarias amenazaba a los bosques de palmeras yatay. En 1919 se expresó en el mismo sentido el botánico belga Lucien Hauman, quien en 1923 propuso la creación de una reserva para proteger a las palmeras. En 1945 y 1948 hubo proyectos legislativos para crear un parque nacional para los palmares yatay. En 1960 la Dirección de Agricultura, Forestación y Bosques, Tierras y Colonias de Entre Ríos declaró especie protegida a la palmera Butia yatay mediante la resolución n.º 166.

## Manejo, turismo e infraestructura
El parque nacional El Palmar se encuentra en el km 198 de la autovía nacional 14 General Artigas (con la que limita en unos 1800 m). La distancia desde las ciudades más cercanas es de: Ubajay: 7,0 km; San Salvador: 34,5 km; San José: 41,5 km; Colón: 49,5 km; Villa Elisa: 50,5 km y Concordia: 61,5 km. Esta ciudad cuenta con el aeropuerto más cercano (aeropuerto Comodoro Pierrestegui).

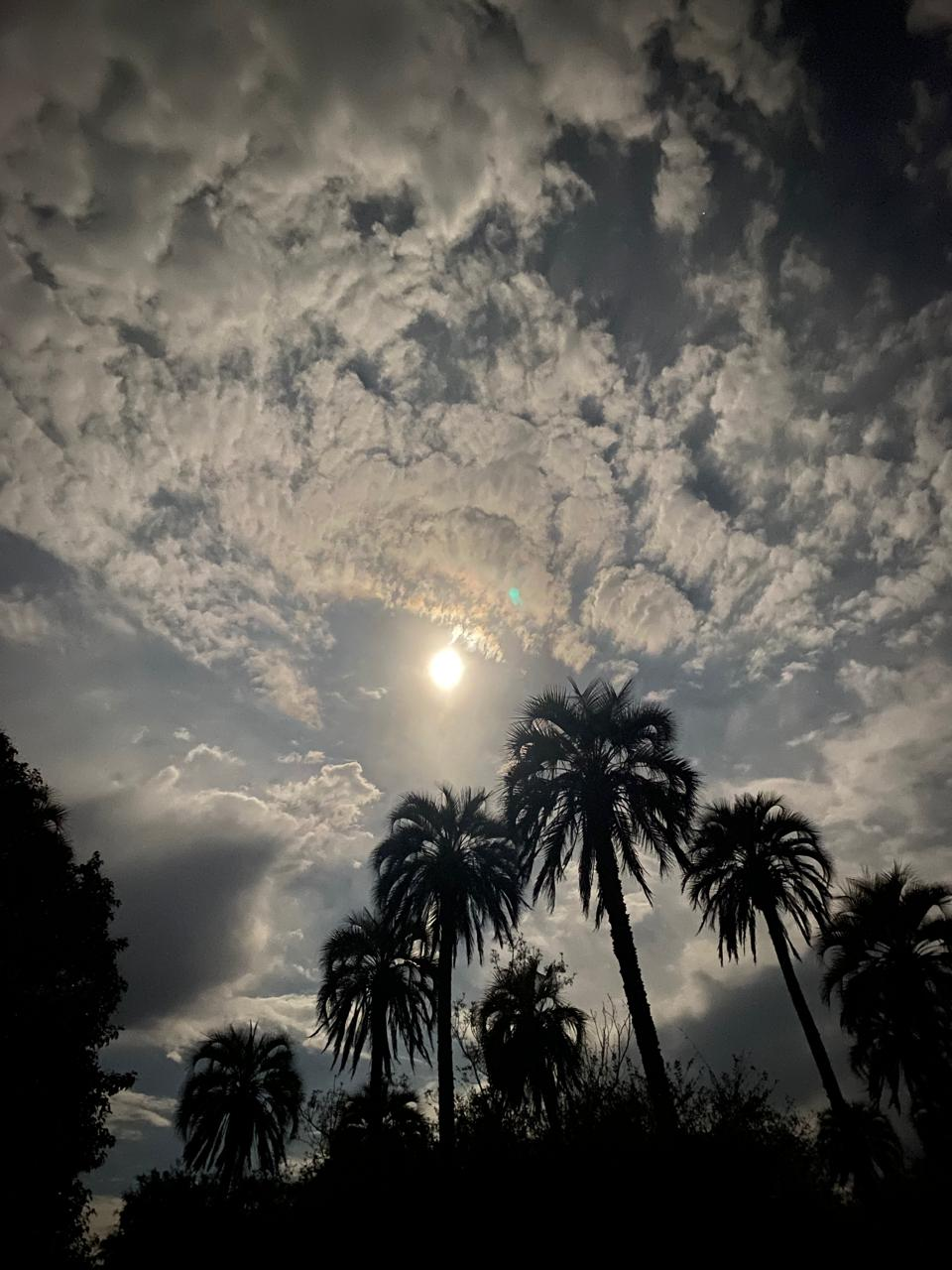
Anochecer en el camino principal.

### Caminos y senderos
Desde la autovía nacional 14 se accede por un camino de 350 m hasta el puesto de ingreso y cobro de acceso denominado La Portada. Por una bifurcación previa a ese puesto se accede a un puesto de información turística regional y de venta de artículos regionales y turísticos.
El Camino Principal vincula La Portada con el Área de Servicios mediante una ruta de ripio conservada permanentemente por maquinarias viales. Este camino tiene 11 500 m de largo y finaliza en una playa de estacionamiento. A 10 100 m de La Portada el camino se bifurca dando acceso al Sitio Histórico Calera del Palmar (a 1100 m) y a la playa y balneario de 500 m de largo sobre el río Uruguay ubicada inmediata. Es un balneario no habilitado, pero en el que se permite su uso ya que durante la temporada estival se lleva adelante el Programa Playas Seguras y se contrata un servicio de guardavidas y con boyado y embanderado. El sitio histórico cuenta con las construcciones en ruinas: destilería, casa de piedra, mirador, zócalo, puesto Blanco, capilla y cementerio.
Desde el Camino Principal se desprenden otros 4 caminos vehiculares: al Mirador Arroyo Los Loros (de 3 km, permitido para uso a pie y en bicicleta), al Mirador La Glorieta (de 6 km), al Mirador Arroyo El Palmar (de 6 km) y al destacamento de la Prefectura Naval Argentina (de 3 km, solo para excursiones contratadas para bicicletas). Existen 5 senderos peatonales denominados: La Glorieta (circular de 1000 m, comienza y termina en el Mirador La Glorieta), Yatay (circular de 500 m, comienza y termina en el camino al mirador La Glorieta), Arroyo El Palmar (de 400 m, vincula el mirador del arroyo El Palmar con ese arroyo), El Mollar (circular de 1400 m con cartelería informativa, comienza y termina en el camino principal y se vincula con el arroyo Los Loros por un pequeño sendero) y La Calera del Palmar (de 1000 m con cartelería informativa, vincula la intendencia con el sitio histórico a lo largo de la costa del río Uruguay). A partir de septiembre de 2008 el parque cuenta con dos observatorios de aves que se ubican en sitios estratégicos donde las aves acuden para alimentarse o anidar: el Observatorio del Pastizal (ubicado junto al Camino Arroyo El Palmar) y el Observatorio del Bosque (sendero de 300 m desde la Calera del Palmar). En la costa del río Uruguay se permite la pesca con devolución en la zona habilitada.

### Área de Servicios
El Área de Servicios cuenta con:
- playa de estacionamiento;
- puesto de primeros auxilios;
- Centro de Visitantes (en el antiguo galpón de caballerizas de la estancia de Estela Sauviet) donde se brindan informes y folletería y cuenta con una exposición permanente y un auditorio;
- área de pícnic acondicionada con mesas y sillones y Jardines de la Intendencia, con un mirador en una barranca sobre el río Uruguay.[9]

Los servicios concesionados son:
- Camping El Palmar, organizado y de 7 hectáreas, es el único sitio habilitado para realizar fogatas y tiene una bajada al río Uruguay. Permanece habilitado todo el año y su capacidad es de 200 carpas, contando con dos cuerpos de sanitarios con duchas con agua caliente, dos refugios-quinchos equipados, parrillas, proveeduría y sandwichería El Palmar (en la antigua casa de peones de la estancia de Estela Sauviet), que cuenta con teléfonos públicos y un patio con mesas.[10]
- puesto para contratar excursiones a caballo o en volanta, ofreciendo excursiones guiadas al Circuito Laguna de las Tortugas (de 5 km ida y vuelta) y al Circuito El Palmar (de 9 km ida y vuelta);
- puesto para contratar excursiones en canoa, que ofrece el Circuito Arroyo de Los Loros (de 2000 m), el Circuito Arroyo Ubajay (de 4000 m), el Circuito Destacamento de Prefectura Naval La Calera (de 1200 m) y el Circuito Isla San José (de 8000 m con opción a pernoctar en la isla que está fuera del parque nacional). En el mismo puesto se pueden contratar excursiones guiadas a pie por los senderos habilitados y en bicicletas todo terreno para los circuitos Arroyo de Los Loros (de 3000 m), Destacamento de Prefectura Naval La Calera (de 1200 m), Mirador La Glorieta (de 11 500 m) y Sitio Histórico La Calera de Palmar (de 1000 m).
- puesto para contratar excursiones en barco, que parten desde el destacamento de la Prefectura Naval Argentina y recorren la costa del río Uruguay hasta la isla San José, con observación de área intangible;
- Rincón de Artesanos con puestos no permanentes de ventas de artesanías;

### Servicios turísticos externos
Desde 2003 un servicio turístico ferroviario de 7 km y 90 minutos los sábados y domingos en dos zonas con dos vagoncitos fue realizado como emprendimiento local entre la estación Ubajay (convertida en museo) y el puente sobre el arroyo Palmar en las cercanías del parque nacional El Palmar. Desde julio de 2010 debido a las obras de la autovía 14 el servicio fue suspendido.
El servicio de visitas guiadas es realizado por guías aprobados que se contratan en agencias privadas fuera del parque nacional.

### Plan de manejo y zonificación
El parque nacional El Palmar cuenta con un Plan de Manejo desde 1994. Para la ejecución de este plan existe una Comisión Asesora Local. Mediante el plan se realizan quemas controladas de pastizales que permiten disminuir los riesgos de incendios, que han devastado el parque en varias oportunidades. También se lleva adelante el programa Control de Mamíferos Exóticos permitiendo la caza controlada del jabalí europeo y del ciervo axis por cazadores locales y con aprovechamiento de la carne. Se impulsan además proyectos con las comunidades cercanas, tales como Parques y Escuelas interactivas con la escuela de Berduc, con el museo histórico La Estación de Ubajay y el de Historia Oral con pobladores de localidades cercanas.
El plan de manejo zonificó el parque nacional en:
- zona de uso intensivo: contiene la infraestructura de atención al visitante. Está compuesta por todos los caminos y senderos abiertos al público, la portada, el campamento, los servicios, la intendencia y prefectura naval;
- zona histórico-cultural: finalidad educativa e investigativa. Contiene las ruinas de la calera de Barquín. Es la zona más pequeña;
- zona de uso extensivo: finalidad educativa y recreativa, con acceso al público en baja intensidad. Área contigua a las zonas anteriores, formada por dos sectores;
- zona de recuperación: transitoriamente en restauración de los ambientes naturales. Contigua a las áreas de mayor presencia de público;
- zona intangible: cerrada a los visitantes, tiene el grado más alto de preservación del ambiente. Está integrada por dos sectores al noreste del parque y por el área al sur del arroyo El Palmar, con dos prolongaciones al norte del mismo ubicadas cerca de la portada y sobre la costa del río Uruguay.

## Ambiente
Se caracteriza por ser representativo de la ecorregión del espinal (específicamente del distrito del ñandubay), que forma parte del dominio fitogeográfico chaqueño. Esta ecorregión se caracteriza por la presencia de bosques bajos de especies xerófilas y sabanas. En este parque nacional se suman algunas especies típicas del pastizal pampeano y de la selva paranaense. 
El paisaje es de llanura plana y suavemente ondulada con suelos muy variables. De acuerdo a las condiciones de suelo se distribuyen los ambientes de sabana del parque nacional: palmar-pastizal, bosques xerófilos o semi-xerófilos, pajonales, bajos inundables y eriales de excanteras (ambiente antrópico). La sabana se interrumpe por la selva y el bosque en galería ribereña, o selva marginal en las márgenes de los arroyos. En todos los ambientes hay pequeños afloramientos rocosos de arenisca.
El pastizal se encuentra íntimamente ligado con los palmares, formando un ecosistema único (palmar-pastizal), que brinda alimento y refugio a innumerables especies de animales: gran cantidad de insectos, reptiles -como la yarará-, varias especies de culebras, pequeños roedores, el gato montés y aves típicas de estos ambientes, como el carpintero blanco y el real. 
Siguiendo las ondulaciones del terreno los bosques de yatay se van raleando hacia las zonas bajas, para dejar paso a dilatadas sabanas, salpicadas por espinillos, talas y ñandubayes por donde transitan ñandúes, hurones y zorrinos. 
Los pastizales que ocupan las suaves pendientes, se confunden con los pajonales de los terrenos más bajos e inundables, formando ambientes acuáticos de riqueza faunística, que albergan batracios y aves como el chiflón, el pecho amarillo y el ipacaá entre otros. Existen también tortugas pintadas. 
En las cercanías del campamento hay una formación densa y baja, el monte xerófilo, en el que crecen el molles, espinillos y ñandubayes, junto a numerosos arbustos, adornados por enredaderas como la pasionaria o mburucuyá. Aquí es común observar a los zorros de monte. Dentro del campamento se encuentran señalizadas las numerosas vizcacheras, en las que habita una gran población de este roedor de hábitos nocturnos. 
Las costas bajas del río Uruguay están tapizadas por una profusa vegetación, aunque en algunos sectores existen pronunciadas barrancas de hasta 15 metros de altura. Esta formación húmeda, que es una prolongación empobrecida de la selva misionera, se la denomina selva en galería y contiene una gran diversidad de especies vegetales. Abundan las enredaderas, lianas y epífitas (como el clavel del aire y barba de viejo, entre otras), las cuales se encuentran asociadas a distintas especies arbóreas como el arrayán del norte y el laurel. El arañero de cara negra y el pitiayumí son las aves más características que encuentran refugio en esta formación boscosa. Un ambiente similar bordea los distintos arroyos que surcan el parque, siendo los más importantes el Palmar y Los Loros. Estos cursos de agua son los ambientes predilectos del roedor más grande del mundo: el carpincho y de otros mamíferos como el lobito de río, el coipo o mal llamado nutria, junto a aves acuáticas como el biguá y los martín pescadores.
El árbol del paraíso es una especie originaria de Asia, que invadió el parque amenazando con modificar su paisaje. Por ese motivo se busca erradicarla del parque nacional.

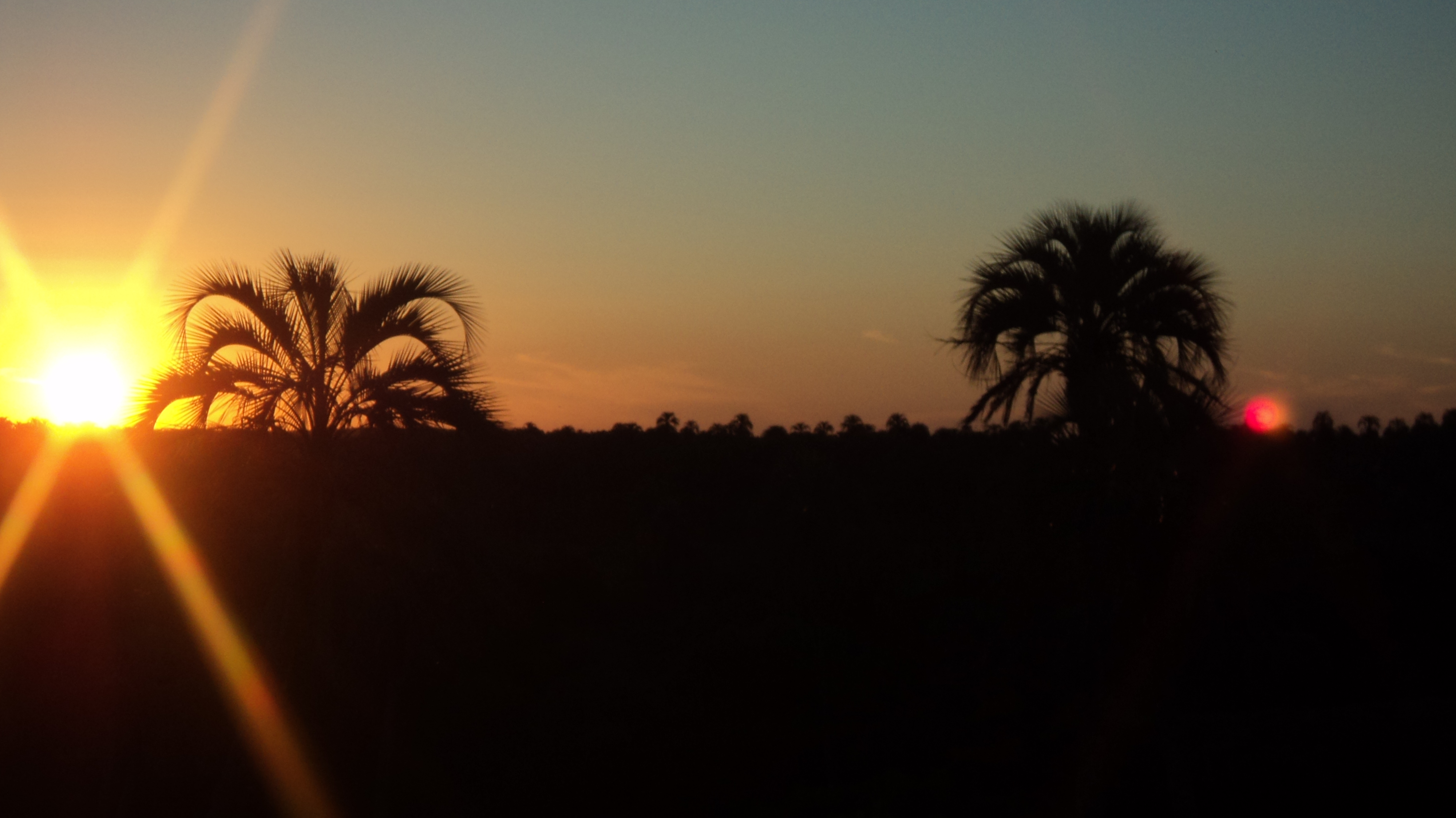
Atardecer en el parque nacional El Palmar

El clima es templado húmedo sin estación seca y presenta precipitaciones abundantes (principalmente en primavera y en verano) sin estación seca (promedio de 1298 mm) y de mayo a octubre presenta heladas. La temperatura media anual es de 18,9 °C, presentando veranos sin exceso de calor e inviernos no rigurosos. El viento promedio es de 8 km/h, predominando del nordeste, sudeste y este. La humedad relativa promedio es del 75%.

## Fauna
Por resolución n.º 122/98 de 20 de agosto de 1998 la Administración de Parques Nacionales dispuso aprobar una Lista de Vertebrados de Valor Especial del parque nacional El Palmar, compuesta por: un anfibio, 2 reptiles, 11 aves y 13 mamíferos.
- Anfibios: sapo cururú (Bufo paracnemis).

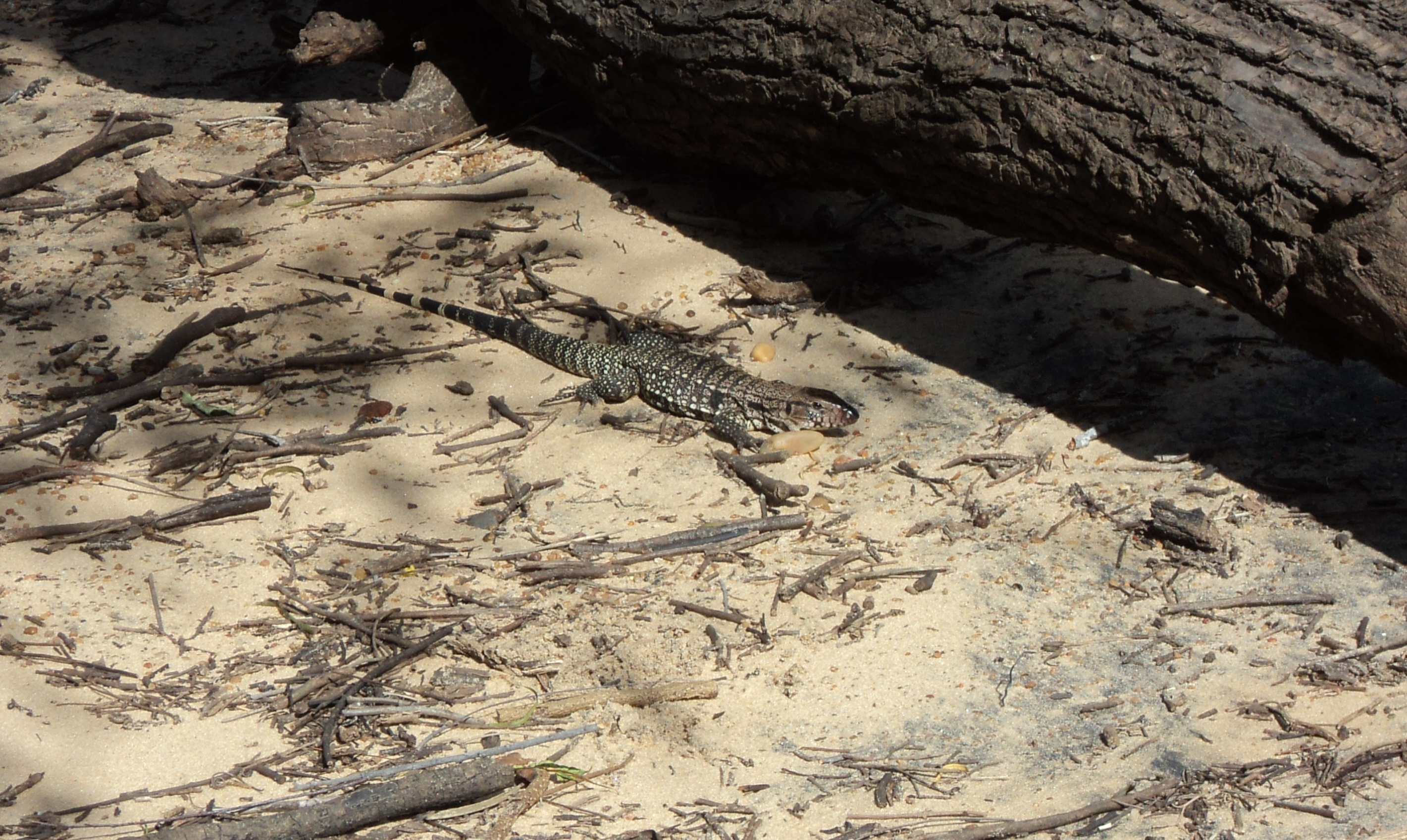
El lagarto overo es parte de la fauna autóctona del parque nacional El Palmar.

- El lagarto overo es parte de la fauna autóctona del parque nacional El Palmar.Reptiles: lagarto overo (Tupinambis teguixin), culebra ciega frente blanca (Leptotyphlops albifrons).

- Aves: ñandú (Rhea americana), pato criollo (Cairina moschata), pava de monte común (Penelope obscura), espartillero pampeano (Asthenes hudsoni), yetapá de collar (Alectrurus risorius), cardenal amarillo (Gubernatrix cristata), capuchino de collar (Sporophila zelichi), capuchino corona gris (Sporophila cinnamomea), capuchino garganta negra (Sporophila ruficollis), cachilo canela (Donacospiza albifrons), federal (Amblyramphus holosericeus).

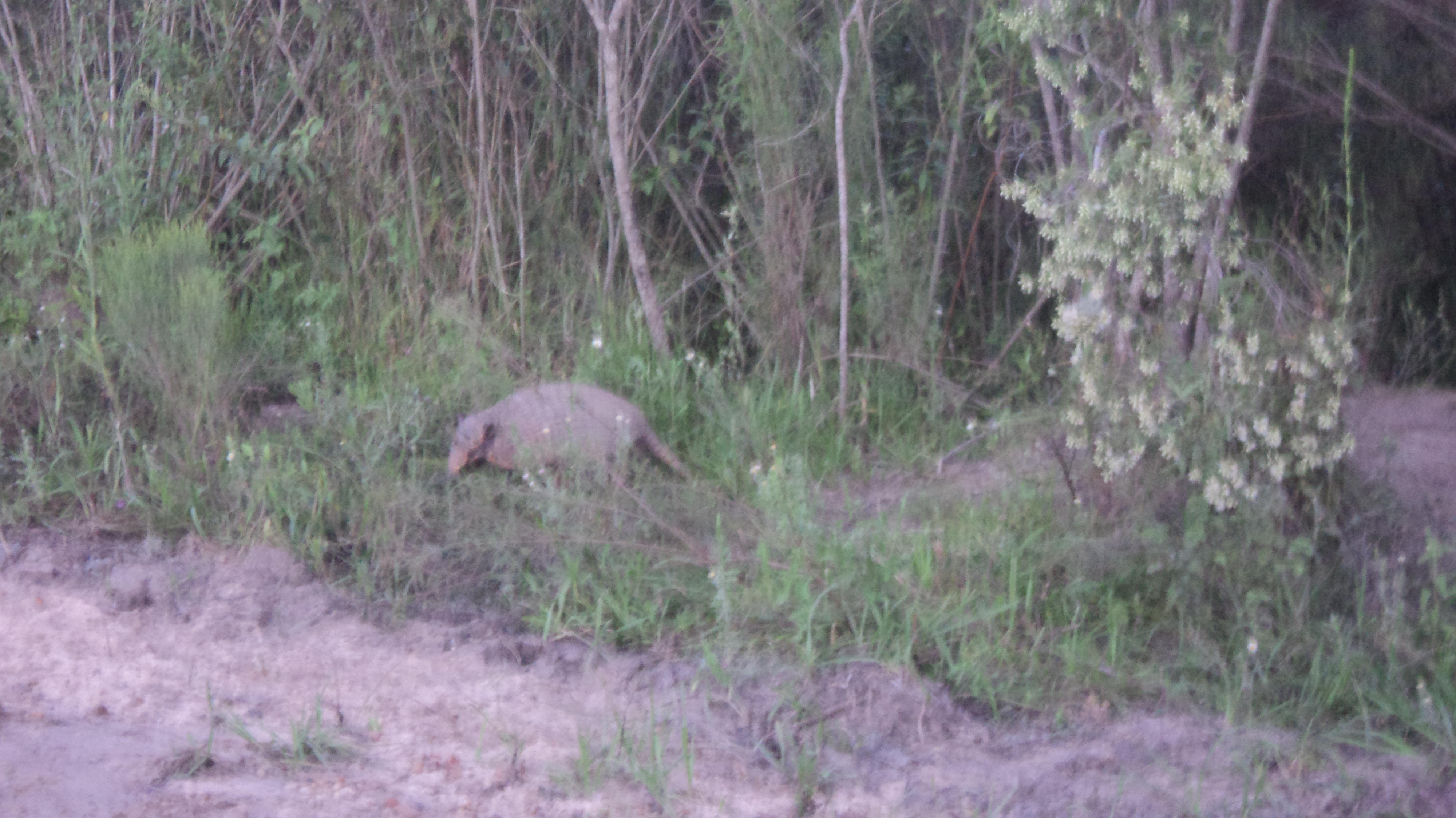
La mulita es parte de la fauna autóctona del parque nacional El Palmar.

- La mulita es parte de la fauna autóctona del parque nacional El Palmar.Mamíferos: mulita orejuda (Dasypus hybridus), gualacate (Euphractus sexcinctus), moloso común (Tadarida brasiliensis), zorro de monte (Cerdocyon thous), gato del pajonal (Oncifelis colocolo), gato montés (Oncifelis geoffroyi), hurón menor (Galictis cuja), zorrino común (Conepatus chinga), lobito de río (Lontra longicaudis), vizcacha (Lagostomus maximus), carpincho (Hydrochaeris hydrochaeris), rata conejo (Reithrodon auritus), coipo (Myocastor coypus).

## Legislación

### Creación del parque y reserva nacional
Fue creado con el objetivo básico de resguardar uno de los últimos palmares de yatay representativos de los que, hasta fines del siglo XX, prosperaban sobre todo en el oriente de Entre Ríos. Su amparo se extiende además, a otros ambientes de significativo patrimonio natural, como la selva en galería y el monte xerófilo.
El 30 de octubre de 1965 fue sancionada la ley n.º 16802, promulgada de hecho el 30 de noviembre de 1965, que autorizó al Poder Ejecutivo Nacional a gestionar con el gobierno de la provincia de Entre Ríos la cesión del dominio y jurisdicción de una superficie 14 000 ha, que declaró sujeta a expropiación y que dispuso que no menos de la mitad fuera considerada parque nacional y el resto sería destinado a reserva nacional. En su artículo 2 expresa:

ARTICULO 2°.- Créase bajo el régimen de la Ley 12.103, el Parque y Reserva Nacional "El Palmar", ubicado en el departamento de Colón, provincia de Entre Ríos, cuyos límites serán los siguientes: al norte el arroyo Ubajay, desde su desembocadura en el río Uruguay, hasta su confluencia con el arroyo Palma Sola, el arroyo Palma Sola, en todo su curso y desde su naciente una línea este a oeste hasta la ruta nacional 14. Al este, el río Uruguay. Al sur el arroyo Sumaca, desde su desembocadura en el río Uruguay hasta su confluencia con el arroyo Espino; el arroyo Espino, en todo su curso y desde su naciente una línea este a oeste hasta la ruta nacional 14. Al oeste, la ruta nacional 14.

Esta ley fue publicada en el Boletín Oficial el 28 de enero de 1966, fecha que generalmente se considera como de creación legal del parque nacional.
La ley n.º 4882 de la provincia de Entre Ríos (sancionada y promulgada el 18 de mayo de 1970 por el interventor militar Ricardo Favre) cedió al Estado Nacional la jurisdicción y el dominio eminente de las tierras en las que se establecería el parque nacional, con la condición acordada con el Servicio Nacional de Parques Nacionales de que dos fracciones del terreno expropiado debían ser revertidas en dominio y jurisdicción a la provincia (artículo 2). Esta condición demoró luego la formación del parque nacional.
La ley nacional n.º 18844, sancionada y promulgada el 30 de noviembre de 1970 por el gobierno militar de Roberto Marcelo Levingston, dispuso la expropiación de las tierras que conformarían el parque nacional a 20 propietarios.
El 15 de junio de 1972 fue sancionada y promulgada por el gobierno militar de Alejandro Agustín Lanusse la ley n.º 19689 que redujo la extensión del parque nacional a crear a unas estimadas 8000 ha, estableciendo sus límites actuales:

Artículo 1°.- Sustitúyese el artículo 2° de la ley 16.802 por el siguiente: "Créase, bajo el régimen de la ley 18.594 el Parque y Reserva Nacional El Palmar, ubicado en el departamento de Colón, provincia de Entre Ríos, cuyos límites serán los siguientes: Por el Norte, el arroyo Ubajay desde su desembocadura en el Río Uruguay hasta su confluencia con el arroyo Palma Sola; desde aquí una línea con rumbo Sud Oeste para encontrar el límites de los lotes 2 y 3 en un punto distante dos mil cuatrocientos ochenta y siete metros (2.487 m) del Río Uruguay. Desde aquí con rumbo Norte setenta y ocho grados, cincuenta y un minuto, cuarenta segundos (78º 51' 40") al Oeste se medirá una línea de dos mil novecientos cuarenta metros con ochenta centímetros (2.940,80 m), desde este punto con rumbo Sud cero grados, cuarenta y dos minutos, veinte segundos (0º 42' 20") Oeste se medirá una línea de dos mil cincuenta y seis metros con siete centímetros (2.056,07 m). Desde este punto con rumbo Norte setenta y tres grados, trece minutos, veinte segundos (73º 13' 20") al Oeste una línea de cinco mil ochocientos veinte metros con setenta y cinco centímetros (5.820,75 m) hasta encontrar una calle vecinal. Al Oeste, por el costado este del camino vecinal recientemente descripto con rumbo Sud veintidós grados, dos minutos, cero segundo (22º 02' 00") Oeste una línea de un mil seiscientos treinta y cuatro metros (1.634 m) que corre por el veril Este de la Ruta Nacional N° 14 hasta llegar al arroyo El Palmar y continúa por el citado veril de dicha ruta hasta encontrar la antigua Ruta Nacional N° 14. Desde aquí, siguiendo por el veril Este de la antigua Ruta Nacional N° 14 con rumbo Sudeste dos (2) líneas de seiscientos treinta y seis metros con veinte centímetros (636,20 m) y doscientos trece metros con cuarenta centímetros (213,40 m), respectivamente. Por el Sud partiendo de la antigua Ruta Nacional N° 14 con ángulo interno de ciento dos grados, nueve minutos, cero segundos (102º 09' 00") se medirán cuatrocientos setenta y cuatro metros con cuarenta centímetros (474,40 m). Desde este punto con ángulo interno de ciento cincuenta y cinco grados, dos minutos, treinta segundos (155º 02' 30") se medirán un mil cincuenta y un metros con sesenta centímetros (1.051,60 m) hasta encontrar la Cañada Victorica, desde aquí el límite continúa con rumbo Sudoeste por el límite Sudoeste de la fracción A, que fuera propiedad de Estancias Kroger S.A. y norte de la fracción B propiedad de don Federico Carlos Hess hasta encontrar el Arroyo Espino. Desde aquí por el curso de dicho arroyo y arroyo Sumaca hasta su desembocadura en el Río Uruguay. Por el este el límite lo constituye la ribera del río Uruguay".
 Artículo 2°.- Sustitúyese el artículo 3° de la Ley 16.802 por el siguiente: "A los fines dispuestos en el artículo anterior, reitérase la declaración de utilidad pública y sujeta a expropiación, la superficie comprendida dentro de los límites mencionados en el artículo precedente, estimada en unas ocho mil hectáreas (8.000 ha). De esta área no menos de la mitad será considerada Parque Nacional y el resto será destinado a Reserva Nacional, debiendo el Servicio Nacional de Parques Nacionales dentro de los seis (6) meses de vigente la presente, elevar al Poder Ejecutivo nacional los límites definitivos de uno y otra.

El 22 de noviembre de 1972 el interventor militar Ricardo Favre y el Servicio Nacional de Parques Nacionales firmaron un convenio que destrabó la creación del parque nacional. El gobernador militar se comprometió a derogar la ley n.º 4882 y el Gobierno nacional a crear una reserva nacional para ser explotada turísticamente en dos áreas o una dividida en dos, cuyos límites serían determinados de común acuerdo en el plazo fijado por la ley n.º 19689. También convinieron en preparar un proyecto de área de desarrollo según lo establecido en el decreto nacional n.º 2811/1972. El convenio fue ratificado por ley n.º 5274, sancionada y promulgada el 26 de enero de 1973 por el gobernador Favre.
Según lo acordado, el 23 de mayo de 1973 Favre sancionó y promulgó la ley n.º 5379 que derogó la ley n.º 4882 y cedió el dominio y jurisdicción de los terrenos delimitados por la ley n.º 19689. Una vez eliminada la obligación de retrovertir al dominio y jurisdicción de Entre Ríos dos fracciones de tierras a expropiar, el parque nacional fue finalmente constituido en 1973 con 8213 ha expropiadas por el Gobierno nacional. Una vez restablecida, la Legislatura de Entre Ríos ignoró la ley n.º 5379 y derogó el artículo 2 de la ley n.º 4882 (que de esa forma volvió a tener vigencia) mediante la ley n.º 5758, sancionada el 3 de noviembre de 1975 y promulgada el 14 del mismo mes.
El área de reserva nacional no fue delimitada por la Administración de Parques Nacionales.

### Evolución
El 23 de septiembre de 1980 el gobierno militar de Entre Ríos sancionó y promulgó la ley n.º 6613 por la que cedió el dominio y jurisdicción eminente de 1242 ha 75 a 69 ca para ampliar el parque nacional El Palmar, sin embargo el Congreso Nacional no sancionó por ley la aceptación de esta ampliación y la Legislatura de Entre Ríos la revocó implícitamente por ley n.º 7284 de 23 de enero de 1984.
El decreto n.º 2149/1990 de 10 de octubre de 1990 designó como reserva natural estricta El Palmar a 3 sectores del parque nacional: la mitad sur del parque nacional y dos sectores en su extremo noreste.
Los límites de la reserva natural estricta fueron modificados por el decreto n.º 453/1994 de 23 de marzo de 1994, que la redujo a 4 sectores menores y creó la reserva natural silvestre abarcando la mayor parte del parque nacional, excepto el camino de acceso y la zona turística.
En 1994 fue redactado el plan de manejo preliminar del parque nacional.

## Administración
Por resolución n.º 126/2011 de la Administración de Parques Nacionales de 19 de mayo de 2011 se dispuso que El Palmar encuadrara para los fines administrativos en la categoría áreas protegidas de complejidad II, por lo cual el parque nacional tiene a su frente un intendente designado, del que dependen 4 departamentos (Administración; Obras y Mantenimiento; Guardaparques Nacionales; Conservación y Uso Público) y 2 divisiones (Despacho y Mesa de Entradas, Salidas, y Notificaciones; Recursos Humanos y Capacitación). La intendencia se encuentra a 100 metros del centro de visitantes, en la antigua casa principal del casco de la estancia construida en 1902 y que perteneció a Estela Sauviet, heredera de Justo José de Urquiza. Dentro del parte se hallan además las seccionales La Glorieta, La Portada y Capilla. Junto a la primera se encuentra el puesto de Incendios, Comunicaciones y Emergencias, que cuenta con sanitarios y primeros auxilios.